# Dragonfly (Strawbs)
Dragonfly è il secondo album degli Strawbs, pubblicato dalla A&M Records nel 1970. Il disco fu registrato al Rosenberg Lydteknik di Copenaghen (Danimarca) e completato al Morgan Studios di Londra (Inghilterra).

## Tracce
Lato A
1. The Weary Song – 3:50 (Dave Cousins)
2. Dragonfly – 5:34 (Dave Cousins)
3. I Turned My Face into the Wind – 2:42 (Dave Cousins)
4. Josephine for Better or for Worse – 3:17 (Dave Cousins)
5. Another Day – 3:16 (Dave Cousins)

Lato B
1. 'Til the Sun Comes Shining Through – 3:34 (Dave Cousins)
2. Young Again – 2:51 (Tony Hooper)
3. The Vision of the Lady of the Lake – 10:44 (Dave Cousins)
4. Close Your Eyes – 0:56 (Dave Cousins, Tony Hooper)

Edizione CD del 2008, pubblicato dalla A&M Records
1. The Weary Song – 3:49 (Dave Cousins)
2. Dragonfly – 5:32 (Dave Cousins)
3. I Turned My Face into the Wind – 2:36 (Dave Cousins)
4. Josephine, for Better or for Worse – 3:16 (Dave Cousins)
5. Another Day – 3:01 (Dave Cousins)
6. 'Til the Sun Comes Shining Through – 3:30 (Dave Cousins)
7. Young Again – 2:51 (Tony Hooper)
8. The Vision of the Lady of the Lake – 10:46 (Dave Cousins)
9. Close Your Eyes – 0:45 (Dave Cousins, Tony Hooper)
10. We'll Meet Again Sometime – 3:13 (Dave Cousins) – Bonus Track
11. Forever – 3:32 (Dave Cousins, Tony Hooper) – Bonus Track
12. Another Day – 3:03 (Dave Cousins) – Bonus Track
13. We'll Meet Again Sometime – 3:09 (Dave Cousins) – Bonus Track[3]

- Brano 10 registrato nel giugno 1969 al Trident Studios di Londra (UK)
- Brano 11 facciata A del singolo AMR 791 (A&M Records)
- Brani 11 e 12 registrati il 7 settembre 1969 nel programma radiofonico della BBC Top Gear di John Peel

## Musicisti
- Dave Cousins - voce, chitarre, pianoforte, dulcimer, pianoforte cinese, percussioni
- Tony Hooper - voce, chitarra acustica, chitarra elettrica, tamburello, percussioni
- Ron Chesterman - basso
- Claire Deniz - violoncello

Musicisti aggiunti
- Tony Visconti - recorder (brani: A2 e B2)
- Bjarne Rostvold - batteria (brano: B3)
- Rick Wakeman - pianoforte (brano: B3)
- Paul Brett - chitarra solista (brano: B3)